# Tarbert Church

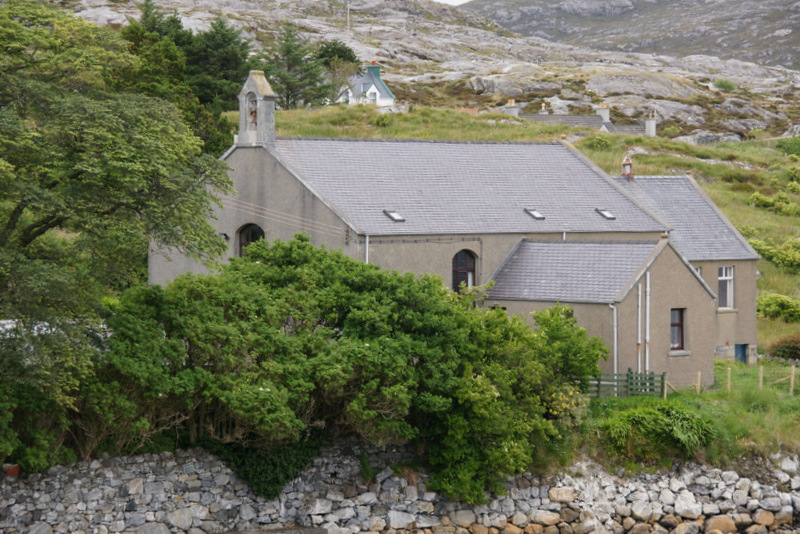
Tarbert Church

Die Tarbert Church ist ein Kirchengebäude in der Ortschaft Tarbert auf der schottischen Hebrideninsel Lewis and Harris. 1971 wurde das Gebäude in die schottischen Denkmallisten in der Kategorie C aufgenommen. Das zugehörige Pfarrhaus ist seit 1980 separat als Kategorie-C-Bauwerk geschützt.

## Geschichte
Nach dem schottischen Kirchenschisma von 1843 begann die abgespaltene Free Church of Scotland mit der Einrichtung eigener Gemeinden. Die Bevölkerung von Harris, zu diesem Zeitpunkt etwa 4000 Personen, schloss sich zum großen Teil der Free Church an. Infolge der Gemeindegröße wurde Ende der 1840er Jahre eine Aufteilung angeregt. Diese erfolgte 1848 mit der Bildung der Gemeinden Tarbert Free Church im Süden und der Harris Free Church. 1853 erfolgte mit der Manish Free Church die Eröffnung des ersten für die Organisation gebauten Kirchengebäudes auf Harris.
Die Tarbert Church wurde 1862 für die Free Church of Scotland errichtet. Mit der Fusion der Free Church mit der Church of Scotland 1929 ging sie an diese über.

## Beschreibung
Die Tarbert Church steht oberhalb des East Loch Tarbert in der Nähe des Fähranlegers. Das schlichte Gebäude ist im georgianischen Stil ausgestaltet. Es weist einen T-förmigen Grundriss auf. In die Harl-verputzten Fassaden sind Segmentbogenfenster eingelassen. Ihre Verglasung ist modern. Auf dem Westgiebel des schiefergedeckten Satteldachs sitzt ein kleiner Dachreiter mit offenem Geläut.

### Pfarrhaus
Das Pfarrhaus von Tarbert steht etwa 50 Meter westlich der Kirche. Es wurde 1839 errichtet. Die südexponierte Hauptfassade des zweigeschossigen Gebäudes ist drei Achsen weit. Mittig tritt ein kurzer Vorbau aus der Fassade heraus, bei dem es sich möglicherweise um eine spätere Ergänzung handelt. In die Harl-verputzten Fassaden sind vornehmlich vierflächige Sprossenfenster eingelassen. Das Schieferdach ist mit giebelständigen Kaminen ausgeführt. An der Rückseite schließen sich kleine Außengebäude an.